# ГЕС Лей
ГЕС Лей (англ. Lay) — гідроелектростанція у штаті Алабама (Сполучені Штати Америки). Знаходячись між ГЕС Логан-Мартін (вище по течії) та ГЕС Мітчелл, входить до складу каскаду на річці Куса, правій твірній річки Алабама (дренує південне завершення Аппалачів та після злиття з Томбігбі впадає до бухти Мобіл на узбережжі Мексиканської затоки).
У межах проекту річку перекрили комбінованою греблею висотою від тальвегу 26 метрів (від підошви фундаменту 40 метрів), яка включає бетонну частину завдовжки 490 метрів та розташовану ліворуч бічну земляну ділянку довжиною 156 метрів. Вона утримує витягнуте по долині Куси на 77,6 км водосховище з площею поверхні 49 км2 та об'ємом 324 млн м3.
Інтегрований у греблю машинний зал обладнали шістьома турбінами потужністю по 29,5 МВт — двома пропелерними та чотирма типу Деріяз.